# Baltic (Dakota du Sud)
Pour les articles homonymes, voir Baltic.
Baltic est une ville américaine située dans le comté de Minnehaha, dans l'État du Dakota du Sud.
La ville est fondée en 1881 sous le nom de St. Olaf. Elle est renommée Keyes en 1884 puis Baltic l'année suivante.

## Démographie
Selon le recensement de 2010, elle compte 1 089 habitants. La municipalité s'étend sur 0,76 mille carré (1,97 km2).
| 1910 | 1920 | 1930 | 1940 | 1950 | 1960 |
| ---- | ---- | ---- | ---- | ---- | ---- |
| 278  | 287  | 272  | 270  | 255  | 278  |

| 1970 | 1980 | 1990 | 2000 | 2010  | - |
| ---- | ---- | ---- | ---- | ----- | - |
| 364  | 679  | 666  | 811  | 1 089 | - |